# Vi veri veniversum vivus vici

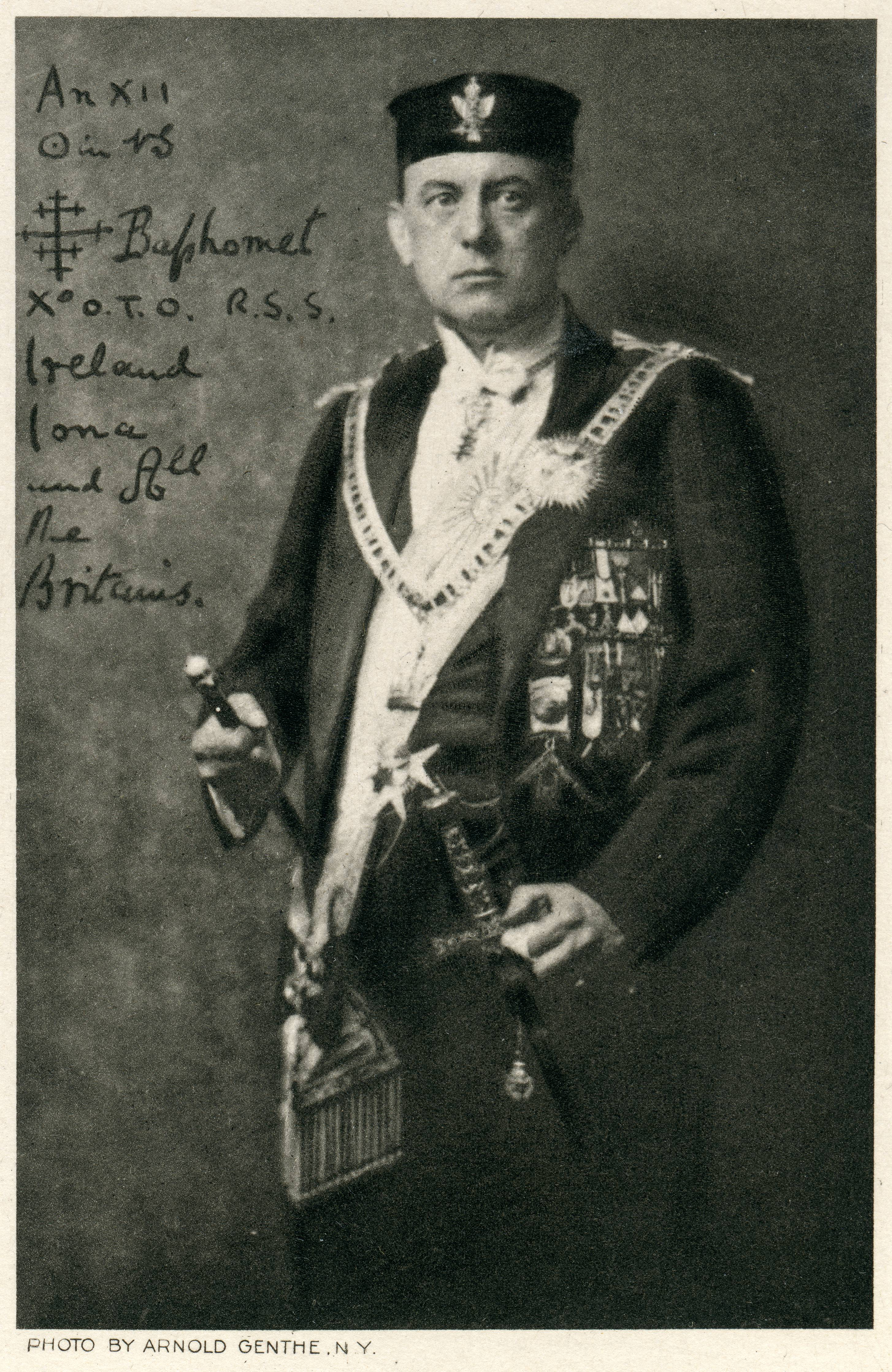
No mundo contemporâneo, a frase aparece nos escritos do ocultista inglês Aleister Crowley.

Vi veri veniversum vivus vici é uma frase em latim que apareceu originalmente na peça teatral A História Trágica do Doutor Fausto, de Christopher Marlowe, como Vi veri universum vivus vici. Doutor Fausto é um personagem alemão que deu origem a peças teatrais, contos e poemas, o mais popular sendo o poema Fausto de Goethe.
"Vi veri veniversum vivus vici" significa "Pelo poder da verdade, eu, enquanto vivo, conquistei o Universo". Outra variação da tradução considerada correta é "Pela força da verdade, eu, um mortal, conquistei toda a criação".
É também escrita a frase das seguintes formas:
- Vi veri veniversum vivus vici - Forma mais popular.
- Vi veri universum vivus vici - Variação onde a letra "v" é escrita com "u" em "universum". Considerada a variação mais correta em Latim.
- Vi veri vniversum vivvs vici - Variação onde "vu" é escrito como "vv" em "vivus"; equivalente ao "w" de línguas modernas.

No mundo contemporâneo, a frase aparece nos escritos do ocultista inglês Aleister Crowley. Em The Vision and the Voice, Crowley escreve: "Seu nome será Vir (homem) e Vis (poder) e Virus (veneno) e Virtus (virilidade ou humanidade) e Viridis (verde), em um nome que é isso tudo, e acima disso tudo."
Na cultura pop atual, a frase ganhou notoriedade por aparecer na graphic novel V de Vingança. As iniciais V.V.V.V.V aparecem em um arco no esconderijo de "V", a "Galeria das Sombras" - e o personagem V explica que estes significam a frase Vi veri veniversum vivus vici. A graphic novel atribui a frase a "um cavalheiro alemão chamado Dr. John Faust", referenciando a origem da frase. Na adaptação cinematográfica homônima, a frase aparece em relevo num espelho, também dentro da "Galeria das Sombras" de V, onde ele diz que a citação é "de Fausto".
1. ↑  A história trágica do Doutor Fausto. [S.l.: s.n.]
2. ↑  Silva, Wanessa Gonçalves (2002). «Dr. Faustus e um Projeto de Tradução Estrangeirizante». EDUSC. Consultado em 27 de março de 2018
3. ↑  «Vi veri universum vivus vici». WordReference Forums (em inglês)
4. ↑  «WikiVisually.com». wikivisually.com. Consultado em 27 de março de 2018
5. ↑  «V de Vingança». Pensador